# Palacio de la Chancillería (Granada)
El Palacio de la Chancillería es un edificio ubicado en plaza Nueva, en la ciudad de Granada, sita en la comunidad autónoma de Andalucía (España). Fue construido por orden de Carlos I de España entre 1531 y 1587 para albergar la Real Chancillería de Granada.
En la actualidad alberga la sede del Tribunal Superior de Justicia de Andalucía, Ceuta y Melilla. Fue declarado Bien de Interés Cultural y está considerado como la obra manierista más emblemática de la ciudad. Fue el primer edificio de este tipo que se construyó en España para albergar un tribunal de justicia.[cita requerida]

## El edificio
El edificio se construye por orden de Carlos I y en 1531 comienzan las obras, prolongándose hasta 1587, período en el que se termina de alzar la fachada y la escalera, ya bajo el reinado de Felipe II. Consta de dos partes: la Chancillería y la Cárcel Real, unidas por una nave interior triangular. 

### La fachada
La fachada es factura del arquitecto Francisco del Castillo el Mozo, aunque su ejecución fue obra del cantero Martín Díaz de Navarrete y las esculturas a Alonso Hernández, siendo la obra más emblemática del manierismo en la ciudad de Granada. Está dividida en dos cuerpos: en la parte inferior tres puertas adinteladas que permiten el acceso al edificio y la superior que consta de seis balcones con columnas corintias, siendo el central el de más tamaño y sobre el que descansa un escudo real y estatuas de La Justicia y La Fortaleza, ambas sentadas sobre el frontón. Una leve cornisa divide las dos plantas y sobre el conjunto se dispone una sobria balaustrada de piedra que se remata con altos pináculos decorativos con pirámides labradas y un templete que acoge el reloj en el centro, obra de finales del siglo XVI que estuvo ubicada en la parte izquierda del edificio hasta 1806, sustituyendo al medallón de mármol con la figura de Carlos III que actualmente se encuentra en la parte superior de la escalera.

### La Chancillería
El patio principal se atribuye a las trazas de Diego de Siloé. Data de 1540 y está conformado por dos cuerpos porticados con arcos de medio punto sostenidos por altas columnas toscanas de mármol blanco. En el centro hay una fuente poligonal.
La monumental escalera de tres tramos que da acceso al piso superior, situada en la esquina noroeste del patio, es obra del cantero Pedro Marín, quien contó con la colaboración del escultor Alonso Hernández. Fue realizada durante el reinado de Felipe II, hecho que atestigua no sólo el escudo del monarca representado en una cristalera del tondo abierto en ella, sino también una cartela situada en su parte superior y una inscripción de uno de los remates de su pasamanos de hierro.

### La Cárcel Real
Ubicada en la parte trasera del edificio, funcionó como tal hasta finales del siglo XIX. Se trata de una construcción con dos patios, uno de ellos, al que se accede a través de la nave que une las dos partes que comprende el edificio es de esquema similar al de la Chancillería y data del siglo XVI. También cuenta en su centro con una fuente poligonal.
El segundo patio de la Cárcel Real únicamente posee pórticos en los frentes norte y oeste. Posee un pequeño pilar adosado con mascarones en forma de cabeza de león que funcionan como caños. El cuerpo superior, de menores proporciones, repite el esquema del piso bajo. En esta parte del edificio se levantan, además, dos torres que albergaban los calabozos. En 1926 fue restaurada esta parte para instalar, en las naves de los laterales, los Juzgados Municipales y de Instrucción.